# Голандричні ознаки
Голандричні озна́ки (англ. holandric traits) або Y-зчеплені ознаки (англ. Y-linked traits) — ознаки, що детермінуються генами, які локалізовані в негомологічній ділянці Y-хромосоми. Гени, що кодують голандричні ознаки називають Y-зчепленими. В людини описано 6 голандричних ознак:
- надмірне оволосіння вушних раковин;
- перетинки між пальцями ніг;
- деякі форми іхтіозу;
- азооспермія[2];